# Organizacja Ukraińskich Nacjonalistów na Ukrainie
Organizacja Ukraińskich Nacjonalistów na Ukrainie (OUNwU) – ukraińska partia polityczna.
Na początku 1993 powołano komitet legalizacyjny Organizacji Ukraińskich Nacjonalistów na Ukrainie. 9 maja 1993 odbyła się we Lwowie II konferencja założycielska OUNwU, na której spotkali się członkowie różnych odłamów OUN. Uchwalono statut i wybrano Zarząd Główny partii.
Partia została zarejestrowana przez Ministerstwo Sprawiedliwości Ukrainy 17 listopada 1993.
Obecnie nosi nazwę: Partia polityczna „Organizacja Ukraińskich Nacjonalistów”.

## Przewodniczący partii
- Mykoła Sływka (od 9 maja 1993)
- Iwan Kandyba (od 27 stycznia 1996)
- Witalij Capowycz (od sierpnia 2002)
- Roman Kozak (od 25 marca 2003)